# Frances Cleveland
Frances Clara Cleveland, född Folsom 21 juli 1864 i Buffalo, New York, död 29 oktober 1947 i Baltimore, Maryland, var en amerikansk presidentfru 1886–1889 och 1893–1897 samt gift med president Grover Cleveland.

## Biografi
Frances Cleveland var dotter till advokaten Oscar Folsom, som omkom 1875 i en olycka med en lätt enspännare. Hennes fars assistent Grover Cleveland blev då hennes förmyndare. Hon studerade vid Wells College när Cleveland blev president första gången 1885. Han var 48 år och ungkarl. Den 2 juni 1886 gifte de sig i Vita huset; Cleveland är den enda president som gift sig i Vita huset (och den andra som gift sig under tiden som president). Före deras giftermål hade presidentens syster Rose Cleveland tjänat som USA:s första dam och Vita husets värdinna.
Den långa, attraktiva 21-åriga Frances Cleveland vann omedelbart stor popularitet och betraktades som den charmigaste presidentfrun sedan Dolley Madison. Hennes vänlighet drog stora skaror till de offentliga mottagningar hon höll. Paret fick fem barn. Grover Cleveland avled 1908 och knappt fem år senare, den 10 februari 1913, gifte hon om sig med Thomas J. Preston, som var professor i arkeologi vid Princeton University. Hon motsatte sig kvinnlig rösträtt med argumentet att kvinnor ännu inte var intelligenta nog för att rösta. Hon var engagerad i nationalistföreningen National Security League och skapade kontrovers då hon under första världskriget uttalade sig mot tyskättade immigranter.